# Tricholestes criniger
Tricholestes criniger é uma espécie de ave da família Pycnonotidae. É a única espécie do género Tricholestes.
Pode ser encontrada nos seguintes países: Brunei, Indonésia, Malásia, Myanmar e Tailândia.
Os seus habitats naturais são: florestas subtropicais ou tropicais húmidas de baixa altitude.